# Taivassalo
Taivassalo (in svedese Tövsala) è un comune finlandese di 1691 abitanti, situato nella regione del Varsinais-Suomi.